# کلوفازیمین
کلوفازیمین (به انگلیسی: CLOFAZIMINE)
رده درمانی: آنتی‌بیوتیک‌ها
اشکال دارویی: کپسول

## موارد مصرف
کلوفازیمین در درمان جذام به عنوان انتخاب دوم، از جمله درمان جذام‌مقاوم به داپسون مصرف می‌شود. در جذام لپروماتو و جذام لپروماتوزی که توسط اریتماندوزوم لپروزوم عارضه‌دار شده باشد نیز تجویز می‌شود.

## مکانیسم اثر
به‌نظر می‌رسد این دارو اثر باکتری کش خود را بر روی مایکوباکتریوم به آهستگی و از طریق مهار رشد باکتری با اتصال به DNA آن اعمال می‌نماید.

## عوارض جانبی
کلوفازیمین ممکن است سبب بروز خونریزی گوارشی، اسهال، تهوع و استفراغ، هپاتیت یا یرقان، تغییر رنگ پوست و افسردگی شود. تغییر رنگ ادرار، پوست و ترشحات بدن (رنگ قرمز - قهوه‌ای)، اختلالات بینایی، ضایعات پوستی، خارش و راش نیز از عوارض شایع است.